# Indústria da carne

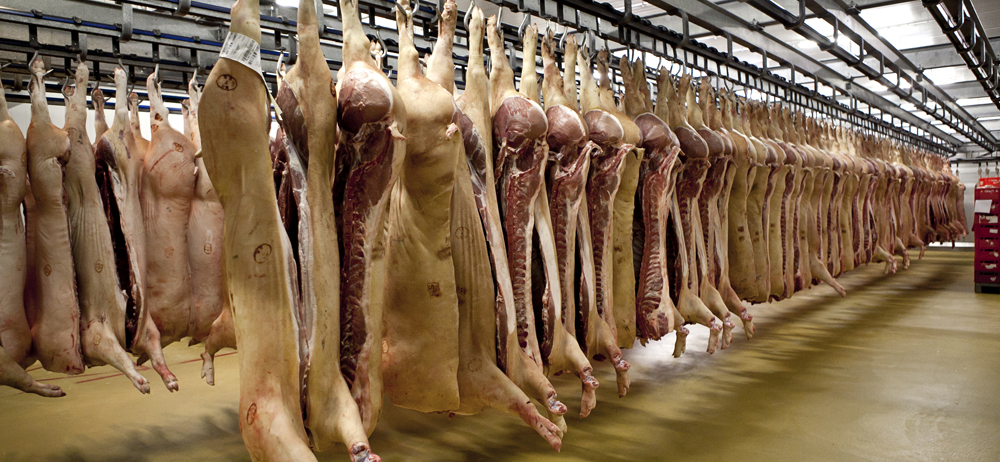
Uma fábrica de processamento de carne industrial em 2013.

A indústria da carne são as pessoas e empresas envolvidas na moderna agricultura pecuária industrializada para a produção, embalamento, preservação e comercialização de carne (em contraste com produtos lácteos, lã, etc.). Em economia, a indústria da carne é uma fusão da atividade primária (agricultura) e secundária (indústria) e é difícil de caracterizar estritamente em termos de qualquer uma delas isoladamente. A maior parte da indústria da carne é a indústria de embalamento de carne – o segmento que lida com o abate, processamento, embalagem e distribuição de animais como aves, gado, porcos, ovelhas e outros animais de criação.
Uma grande parte do crescente ramo da carne na indústria alimentar envolve a criação intensiva de animais, na qual o gado é mantido quase inteiramente em ambientes fechados ou em ambientes externos restritos, como currais. Muitos aspetos da criação de animais para carne tornaram-se industrializados, até mesmo muitas práticas mais associadas a pequenas explorações agrícolas familiares, por exemplo, alimentos gourmet como o foie gras. A produção pecuária é uma indústria fortemente integrada verticalmente, onde a maioria das etapas da cadeia de suprimentos são integradas e de propriedade de uma única empresa.

## Considerações sobre eficiência
A indústria pecuária utiliza mais terra do que qualquer outra atividade humana e é uma das maiores contribuintes para a poluição da água e emissões de gases de efeito de estufa. Um fator relevante é a eficiência de conversão alimentar das espécies produzidas. Tendo em conta outras preocupações, como a utilização de energia, pesticidas, terra e recursos não renováveis, a carne de vaca, o cordeiro, a cabra e o bisonte como fontes de carne vermelha apresentam a pior eficiência; as aves e os ovos apresentam os melhores resultados.

## Produção global de produtos cárneos

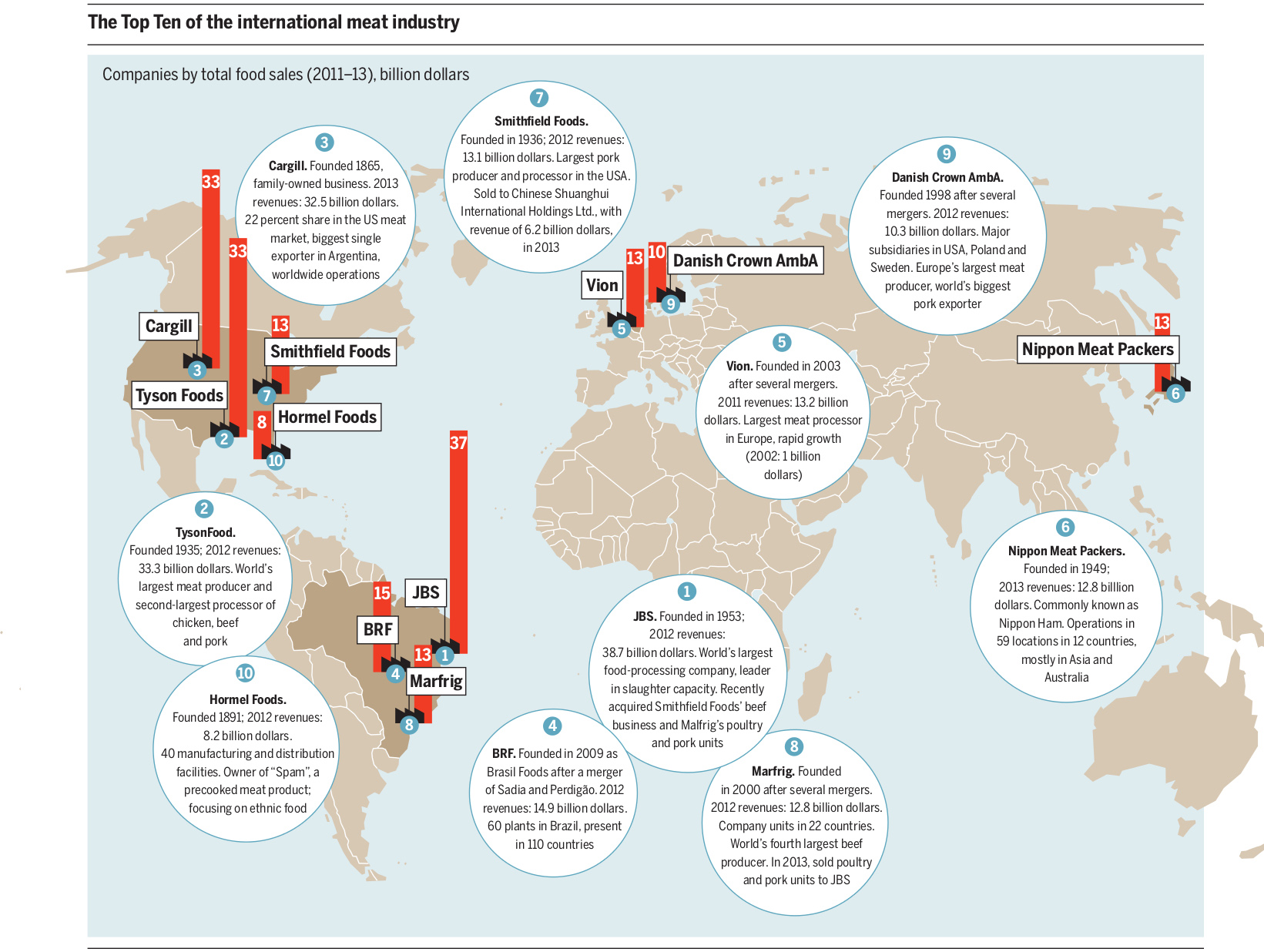
Os dez primeiros da indústria internacional de carnes.

## Críticas

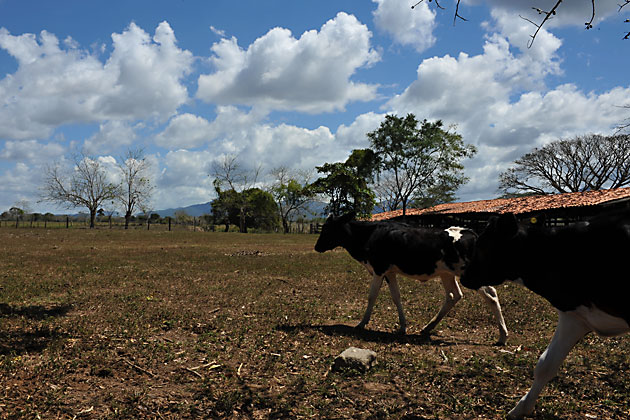
Consequências dos processos de desmatamento para fins pecuários na região das Honduras.